# Гречиропа (Вибо Валенција)
Гречиропа је насеље у Италији у округу Вибо Валенција, региону Калабрија.
Према процени из 2011. у насељу је живело 85 становника. Насеље се налази на надморској висини од 342 м.